# Leona Chalmers
Pour les articles homonymes, voir Léona et Chalmers.
Leona W. Chalmers, née au début des années 1900 est une actrice américaine, inventrice et autrice. En 1937, elle invente et commercialise la première coupe menstruelle.

## Biographie
Leona W. Chalmers est née au début des années 1900. Elle invente la coupe menstruelle qui est commercialisée en 1937. Elle est l'autrice du livre Le côté intime de la vie d'une femme. La coupe menstruelle est un objet réutilisable ressemblant à un entonnoir qui peut être placé dans le vagin pour recueillir le flux menstruel. Avec une coupe menstruelle, il n’est pas nécessaire d’utiliser un tampon.
Avant l'invention de Leona W. Chalmers, la plupart des femmes utilisaient des «sacs cataméniaux», qu'elles attachaient à une ceinture et qui utilisaient soit des gobelets en métal, soit des sacs souples. Ceux-ci étaient inconfortables et difficiles à utiliser. Leona W. Chalmers dépose un brevet pour un godet en latex qui s’utilise sans ceinture. De plus, cet ustensile est invisible et plus discret que le sac catamenial. La production de la coupe menstruelle débute en 1937. Elle est commercialisée sous le nom de Tass-ette. La production est  contrecarrée par une pénurie de caoutchouc due à la seconde guerre mondiale. Leona W. Chalmers relance la production sous le nom de Tassette dans les années 1950. Les femmes restent réticentes à l'idée d'insérer la coupe menstruelle dans leur vagin.
En 1959, Leona W. Chalmers vend les droits sur le design de la coupe à Robert P. Oreck, qui crée une nouvelle société appelée Tassette Inc. Cependant, la commercialisation du produit reste difficile. Les publicités sur les protections hygiéniques sont interdites. La société ferme ses portes en 1963.
Les coupes menstruelles font leur grand retour, au début du XXIe siècle, et rencontrent un grand succès. Cela est dû à des préoccupations environnementales, car l'usage d'une coupe évite l'utilisation de plus  de 2 800 tampons hygiéniques qui finissent à la décharge.